# La Chapelle-au-Mans
La Chapelle-au-Mans település Franciaországban, Saône-et-Loire megyében. Lakosainak száma 225 fő (2022. január 1.). La Chapelle-au-Mans Issy-l’Évêque, Curdin, Grury, Gueugnon, Neuvy-Grandchamp, Uxeau és Vendenesse-sur-Arroux községekkel határos.

## Népesség
A település népességének változása:
| Lakosok száma | 227  | 224  | 235  | 227  | 228  | 226  | 225  | 221  | 225  |
|               | 2013 | 2015 | 2016 | 2017 | 2018 | 2019 | 2020 | 2021 | 2022 |